# Ceraclea ungulifera
Ceraclea ungulifera är en nattsländeart som först beskrevs av Douglas E. Kimmins 1963.  Ceraclea ungulifera ingår i släktet Ceraclea och familjen långhornssländor. Inga underarter finns listade i Catalogue of Life.